# 693
693（六百九十三、六九三、ろっぴゃくきゅうじゅうさん）は、自然数また整数において、692の次で694の前の数である。

## 性質
- 693は合成数であり、約数は1, 3, 7, 9, 11, 21, 33, 63, 77, 99, 231, 693である。
  - 約数の和は1248。
  - 約数を12個持つ63番目の数である。1つ前は675、次は708。(オンライン整数列大辞典の数列 A030630)
    - 約数を12個持つ5番目の奇数である。1つ前は675、次は735。
    - 更に多くの約数を持つ奇数は16個の約数を持つ945で、奇数のうち最小の過剰数である。
- 693 = 32 × 7 × 11
  - 3つの異なる素因数の積で p 2 × q × r の形で表せる49番目の数である。1つ前は666、次は708。(オンライン整数列大辞典の数列 A085987)
- 693は、2の自然対数の10進数形式の小数点以下最初の3桁として表示される[1]。
- 693は7, 9, 11の最小公倍数で、693に5をかけると3465となる。これは1～11までの全ての奇数で割り切れる最小の自然数となる。
- 逆数は循環小数で、循環節の長さは6。
  - 1/693 = 0.001443… (下線部は循環節)
- 2進数, 32進数, 62進数, 76進数, 98進数, 230進数, 692進数表記で、左右どちらから読んでも同じになる。

| 2進数      | 32進数 | 62進数 | 76進数 | 98進数 | 230進数 | 692進数 |
| ---------- | ------ | ------ | ------ | ------ | ------- | ------- |
| 1010110101 | ll     | BB     | 99     | 77     | 33      | 11      |

## その他 693 に関連すること
- 西暦693年
- 紀元前693年
- ある事象が起こる確率が0.1%である場合、一回でもその事象が起こる確率を50%以上にするには最小でも693回の試行が必要になる。[2]
  - 一般的に、任意の確率 p の事象において、n 回の試行でその事象が1回でも起こる確率は1 − (1 − p) n で求められる。
- シンシナティ (USS Cincinnati, SSN-693) は、アメリカ海軍のロサンゼルス級原子力潜水艦。
- マーチ・693